# 山口裕美子
山口 裕美子（やまぐち ゆみこ、1970年6月15日 - ）は、日本の女性声優。マウスプロモーション所属。愛知県出身。旧芸名：岩本 裕美子（いわもと ゆみこ）。

## 来歴
勝田声優学院卒業生。
1998年にマウスプロモーション（旧江崎プロダクション）所属。

## 人物
方言は名古屋弁。
声優としては、外画吹替え、アニメなどで活躍している。
趣味・特技は歌（ポップス）。

## 出演

### テレビアニメ
- 週刊ストーリーランド（1999年 - 2000年、女2、弔問客B）
- 星界の戦旗（2000年、機関参謀、無線の声）
- 名探偵コナン（2000年、接客係、受付A）
- 王ドロボウJING（2002年）
- 開運のツキ（2002年）
- パタパタ飛行船の冒険（2002年、男の子[6]）
- 無人惑星サヴァイヴ（2003年、アダムの母）
- スカルマン（2007年、母親）
- ヒロイック・エイジ（2007年、オリオン特使）
- やっとかめ探偵団（2007年）
- スレイヤーズEVOLUTION-R（2009年、母親）
- パパのいうことを聞きなさい!（2012年、小鳥遊民子）

### OVA
- 創世聖紀デヴァダシー（2000年、高科美沙子）

### Webアニメ
- マウスどうぶつえん（2018年、メンフクロウのゆみこ）

### ゲーム
- 東京バス案内（1999年、野村幸子）
- 創世聖紀デヴァダシー（2000年、高科美沙子）
- サンライズ英雄譚2（2001年、ガラリア・ニャムヒー）
- センチメンタルグラフティ〜約束（2001年、妙子の母、同級生1、小学校の先生）
- 機甲武装Gブレイカー（2002年、ルナーク・ヴァインヘルド）
- 探偵 神宮寺三郎 Innocent Black（2002年、杉原奈々美）
- 3年B組金八先生 伝説の教壇に立て!（2004年、美智子の母）

### 吹き替え

#### 映画
- アンナと王様
- エマニエル夫人
- エア・ミッション〜危険空域指令〜
- オー・ブラザー!
- ギフト
- キャスパー
- サン・ピエールの未亡人
- ダークエンジェル
- ダイ・ハード3
- 地上より何処かで
- デイライト ※テレビ朝日版
- デッド・リミット ※ソフト版
- トゥルーマン・ショー
- ニュートン・ボーイズ（キャサリン〈ジェニファー・ミリアム〉）
- ハートブレイカー（ペイジ）
- バック・トゥ・ザ・フューチャー PART3（リンダ・マクフライ〈ウェンディ・ジョー・スパーバー〉）※日本テレビ版（思い出の復刻版DVD収録）
- ブレアウィッチ2
- 僕たちのアナ・バナナ
- マディソン郡の橋
- ライフ・イズ・ビューティフル
- 102

#### ドラマ
- ER緊急救命室（グロリア）
- X-ファイル
- クロウ 天国への階段（コーデリア）
- 恋するマンハッタン
- サード・ウォッチ
- サブリナ
- ザ・ホワイトハウス3
- スタートレック:ヴォイジャー（コンピューター役）
- ソフィーの世界
- ダラス
- となりのサインフェルド
- ハイテク武装車バイパー（女性記者）
- ブルックリン74分署（エメリン）
- フロスト警部
- 名探偵ポワロ マギンティ夫人は死んだ（モード）
- 名探偵モンク2 #23

#### アニメ
- シュレック
- バットマン
- ワイルド・ソーンベリーズ（マリア）

### CMナレーション
- 川口市立科学館プラネタリウム番組「星空の向こうへ」
- シネマヴォイス
- 社内用VP
- 日本映画専門チャンネル